# Kraftwerk Kesselbach
Das Kraftwerk Kesselbach ist ein Wasserkraftwerk in Altjoch (Ortsteil von Kochel am See) in der Nachbarschaft des Walchenseekraftwerks am Kochelsee in Bayern.

## Beschreibung
Das Laufwasserkraftwerk nutzt einen großen Teil des Wassers des Kesselbachs am Nordhang des Kesselbergs, das in einem Druckrohr über ein Gefälle von etwa 100 m zum Kraftwerksgebäude wenige Meter oberhalb der zum Walchenseekraftwerk führenden Oskar-von-Miller-Straße geleitet wird.
Es hat eine installierte Leistung von 200 kW (0,2 MW). Die Regelarbeit pro Jahr beträgt ca. 1,5 GWh. Es wird von der Uniper Kraftwerke GmbH, Kraftwerksgruppe Isar, betrieben.

## Geschichte
Erste Gedanken an dieses Kraftwerk gehen auf das Jahr 1888 zurück. Die Umsetzung scheiterte zunächst am Widerstand der Gemeinde Kochel, die durch die Bachausleitung den Kesselbach-Wasserfall gefährdet sah, der seinerzeit eine Touristenattraktion darstellte. Erneut aufgegriffen wurde die Idee im Jahre 1903, die Fertigstellung erfolgte schließlich 1908. Im Jahr 1919 wurde das Kesselbach-Kraftwerk für die Bauarbeiten am Walchenseekraftwerk zur heutigen Form erweitert, um Strom für die zahlreichen elektrisch betriebenen Baumaschinen zu liefern. Es konnte jedoch nur rund ein Drittel des Bedarfs abdecken, die anderen zwei Drittel wurden mit dampfbetriebenen Generatoren, den so genannten Lokomobilen, erzeugt. In Betrieb ging es nach der Erweiterung wieder am 3. Dezember 1919. Bei dieser Erweiterung verschwand der Kesselbach-Wasserfall schließlich.
Das Kraftwerk Kesselbach wurde 1931 an die Walchensee AG verkauft. Rechtlich wirksam wurde das Kraftwerk erst am 29. Dezember 1965 durch das Landratsamt Bad Tölz bewilligt.